# Can Món
Can Món és l'antic Palau de l'Abat, actualment un habitatge. L'edifici és una obra d'Amer (Selva) inclosa a l'Inventari del Patrimoni Arquitectònic de Catalunya.

## Descripció
Can Mon es tracta d'una construcció cantonera i entre mitgeres de morfologia irregular en forma de "L" estructurada en dos cossos. Està ubicat al costat esquerre de la Rambla del Monestir. La façana posterior dona al carrer Narcís Jonquera.
La façana principal és la que dona a la Rambla del Monestir. El cos de la dreta consta de tres plantes i està cobert amb una teulada a dues aigües de vessants a façana. A la planta baixa trobem per una banda, un gran arc de mig punt el qual comunica amb el carrer Narcís Jonquera i regula les entrades i sortides a la Plaça del Monestir. Mentre quer per l'altra, un portal d'accés d'arc de mig punt emmarcat amb pedra, el qual no apareix totalment desenvolupat, ja que els muntants laterals de l'esquerra han desaparegut degut a la manca d'espai suficient per a la seva representació.
En el primer pis trobem dues obertures rectangulars: a l'esquerra una finestra equipada amb llinda monolítica, muntants de pedra i ampit treballat -tots tres elements de pedra nomolítica o pedra calcària de Girona-. A la dreta una gran obertura rectangular amb guardapols de pedra sorrenca, la qual és projectada com a balconada independent i equipada amb la seva respectiva barana de ferro forjat, la qual tot i les formes esbeltes i fines està molt oxidada i deteriorada. Menció a part mereix el guardapols el qual no és tosc i matusser com solen ser la majoria, sinó tot el contrari, ja que presenta un treball molt minuciós i laburiós com així ho evidencia la garlanda interior de tall vegetal i floral que resegueix tot el marc intern del guardapols, culminada en els culs de llàntia, també de caràcter vegetal.
En el segon pis trobem una obertura rectangular totalment irrellevant, ja que no ha rebut cap tracatament singular a destacar. A l'extrem de la façana trobem una ranura que sembla que actui de famella, ja que en ella encaixa el segon cos.
Tanca la façana en la part superior un ràfec format per quatre fileres: la primera de rajola en punta de diamant, la segona de rajola plana, la tercera de teula i la quarta de teula girada.
Per la seva banda, el cos de l'esquerra és on s'emplaçava antigament la capella i està cobert amb una teulada d'una sola aigua de vessant a façana. Destaca per sobre de tot, la gran portalada d'estil renaixentista imitant l'estructura dels temples clàssics, composta per dues pilastres de fust acanalat coronades amb dos capitells d'ordre dòric que sostenten un fris ornamentat amb les típiques i tradicionals mètopes - espai entre les vigues- i triglifs, sota dels quals trobem les gotes. Corona la portalada un gran frontó triangular a l'interior del qual trobem una banda dentada. Sobre la portalada, la qual no està centrada en la façana sinó lleugerament desplaçada a l'esquerra, trobem dos oculs rodons i al centre una creu.
Tanca la façana en la part superior un ràfec format per quatre fileres: la primera de rajola plana, la segona de teula, la tercera de rajola plana i quarta de teula.
La façana posterior que dona al carrer Narcís Jonquera ha rebut un tractament completament diferent i dispar en comparació a la façana principal. Així la planta baixa, on trobem el gran arc de mig punt, reprodueix el fals encoixinat de pedra imitant els carreus de pedra regulars ben desbastats i treballats. Per la seva banda els dos pisos superiors estan simplement arrebossats i pintats amb una tonalitat crua.
En el primer pis trobem tres grans obertures rectangulars amb el mateix tipus de guardapols que el de la façana principal i emmarcades amb pedra i projectades com a balconades independents amb les seves respectives baranes de ferro forjat, les quals també estan molt oxidades.
En el segon pis trobem sis finestrals gòtics biforats d'arquets trilobulats que descansen sobre una faixa o franja de pedra que abraça tot el pla horitzontal de la façana.
Tanca la façana en la part superior un ràfec prominent de policromia verdosa, sostentat a base de cairats i taulers de fusta.
L'antic monestir d'Amer constituïa un clos completament aïllat i tancat però alhora totalment autònom i independent de l'exterior. Aquesta manca de dependència de les autoritats i necessitats mundanes externes cal atribuir-la al rigor i a la disciplina alhora de confeccionar una entitat dotada amb tot tipus d'instal·lacions des de l'església (Vegeu fitxa de Santa Maria d'Amer) on practicar la vida espiritual i religiosa, passant per la sagristia major on es tenia cura de tots els estris i utensilis que s'utilitzaven en l'exercici de les cerimònies (Vegeu fitxa de Can Terme) i la infermeria per guarir no només als monjos malalts sinót també als transeunts ferits els quals posteriorment podien ingressar en el monestir - si els agradava treballar es quedaven a ajudar els monjos en les diverses tasques i a canvi rebien un salari o manutenció; si els agradavan la vida religiosa, ingressaven en el monestir en qualitat de "germans conversos"; si es casaven i constituïen una família, rebien terres i ajuda per tal de construir una casa que era seva, tot i que havien de retre servei a l'abad amb l'obligació de prestar-li homenatge- (Vegeu fitxa de Can Gasull) i fins a arribar a les estances superiors del palau de l'abad (Vegeu fitxa de Can Boles). Tal va ser la repercussió i impacte del monestir que es va acabant per convertir en el centre religiós i polític de la vall al llarg de tota l'edat mitjana i moderna, fins al punt que la vila va créixer al seu redós.

## Història
Can Mon ocupa l'oest de l'antic palau de l'abat, a mans particulars des de l'exclaustració del 1835.
L'immoble que podem contemplar avui en dia ofereix un bon estat de conservació, que es deuria segurament a les obres d'acondicionament i manteniment que se solen dur a terme a tots els edificis per tal d'assegurar la seva preservació. Unes obres que es van materialitzar a principis de segle, aproximadament i que van tenir com a element protagonista les dues façanes les quals van ser sanejades arran del nou arrebossat i la capa de pintura.
Comparant les fotografies antigues, com ara la de la fitxa del Servei de Patrimoni núm. 26.464, amb fotografies actuals s'arriba a la conclusió que l'edifici no ha experimentat cap canvi dràstic a nivell estructural i formal. Ara bé si que s'han produït canvis des de l'òptica estètica i visual, ja que la façana de la capella ha perdut l'esgrafiat romboïdal tant característic i peculiar degut al procés de sanejament que es va efectuar en les dues façanes i que es va traduir a la pràctica en un nou arrebossat i pintat.